# Macrurosaurus
 Macrurosaurus  („langschwänzige Echse“) ist eine Gattung sauropoder Dinosaurier aus der Zeit der Unterkreide von Europa.
Dieser Titanosaurier lebte vor 140 bis 99 Millionen Jahren (Valanginium bis Albium) im heutigen England. Wie alle Sauropoden war auch Macrurosaurus herbivor und quadruped.
Da nur wenige fossile Skelettfragmente bekannt sind, gehen Schätzungen von Paläontologen  von einer Länge von 12 Metern und einer Höhe von 4 Metern aus, was für einen Sauropoden relativ gering ist.
Es sind lediglich einige fossile Schwanzwirbel dieses Dinosauriers bekannt, welche in der Nähe von Cambridge auf der Isle of Wight entdeckt wurden. Auf der Grundlage dieser Fossilien wurde die Typusart Macrurosaurus semnus 1876 von Harry Govier Seeley erstmals wissenschaftlich beschrieben. Die Gattung gilt als Nomen dubium, das heißt, es sind zu wenig Funde für eine genaue Gattungsbeschreibung vorhanden.